# Ivan Quaresma da Silva
Ivan Quaresma da Silva (Rio das Pedras, São Paulo, Brasil, 2 de julio de 1997), conocido solo como Ivan, es un futbolista brasileño. Juega de portero y su equipo es el S. C. Internacional.

## Trayectoria
Ivan se unió a las inferiores del Ponte Preta en 2013, tras dejar el Guarani, donde jugaba desde 2011. Debutó en la Serie A el 11 de diciembre de 2016, como sustituto de Aranha en la derrota por 2-0 ante el Coritiba.
Ya promovido al primer equipo, fue el tercer arquero del club por debajo de Aranha y João Carlos Heidemann. Con el descenso del club es el titular del equipo desde la temporada 2018 y renovó su contrato con el club hasta el año 2023 en abril de 2018.
De cara a la temporada 2022 se marchó a S. C. Corinthians. A mitad de la misma fue cedido al Zenit de San Petersburgo. Regresó a Brasil en enero y fue prestado a C. R. Vasco da Gama. Tras esta segunda cesión abandonó definitivamente el club después de llegarse a un acuerdo a inicios de 2024 para fichar por el S. C. Internacional.

## Selección nacional
En mayo de 2019 fue citado por André Jardine para el Torneo Esperanzas de Toulon de 2019. Jugó cuatro de los cinco encuentros donde Brasil sub-23 se consagró campeón.
El 16 de agosto de 2019 fue citado por Tite para ser parte de la selección de Brasil para los encuentros amistoso contra Colombia y Perú.

## Estadísticas
Actualizado al último partido disputado el 21 de enero de 2024.
| Club | Div.          | Temporada     | Liga  | Liga  | Copas nacionales(1) | Copas nacionales(1) | Copas internacionales(2) | Copas internacionales(2) | Estatal(3) | Estatal(3) | Total | Total |
| Club | Div.          | Temporada     | Part. | Goles | Part.               | Goles               | Part.                    | Goles                    | Part.      | Goles      | Part. | Goles |
| --- | ------------- | ------------- | ----- | ----- | ------------------- | ------------------- | ------------------------ | ------------------------ | ---------- | ---------- | ----- | ----- |
| A. A. Ponte Preta · Brasil | 1.ª           | 2016          | 1     | 0     | 0                   | 0                   | ―                        | ―                        | 0          | 0          | 1     | 0     |
| A. A. Ponte Preta · Brasil | 1.ª           | 2017          | 0     | 0     | 0                   | 0                   | 0                        | 0                        | 0          | 0          | 0     | 0     |
| A. A. Ponte Preta · Brasil | 2.ª           | 2018          | 38    | 0     | 8                   | 0                   | ―                        | ―                        | 16         | 0          | 62    | 0     |
| A. A. Ponte Preta · Brasil | 2.ª           | 2019          | 28    | 0     | 1                   | 0                   | ―                        | ―                        | 13         | 0          | 42    | 0     |
| A. A. Ponte Preta · Brasil | 2.ª           | 2020          | 18    | 0     | 5                   | 0                   | ―                        | ―                        | 9          | 0          | 32    | 0     |
| A. A. Ponte Preta · Brasil | 2.ª           | 2021          | 26    | 0     | 0                   | 0                   | ―                        | ―                        | 0          | 0          | 26    | 0     |
| A. A. Ponte Preta · Brasil | Total club    | Total club    | 111   | 0     | 14                  | 0                   | 0                        | 0                        | 28         | 0          | 163   | 0     |
| S. C. Corinthians · Brasil | 1.ª           | 2022          | 0     | 0     | 2                   | 0                   | 1                        | 0                        | 0          | 0          | 3     | 0     |
| S. C. Corinthians · Brasil | Total club    | Total club    | 0     | 0     | 2                   | 0                   | 1                        | 0                        | 0          | 0          | 3     | 0     |
| Zenit de San Petersburgo · Rusia | 1.ª           | 2022-23       | 0     | 0     | 4                   | 0                   | ―                        | ―                        | ―          | ―          | 4     | 0     |
| Zenit de San Petersburgo · Rusia | Total club    | Total club    | 0     | 0     | 4                   | 0                   | 0                        | 0                        | 0          | 0          | 4     | 0     |
| C. R. Vasco da Gama · Brasil | 1.ª           | 2023          | 0     | 0     | 0                   | 0                   | ―                        | ―                        | 3          | 0          | 3     | 0     |
| C. R. Vasco da Gama · Brasil | Total club    | Total club    | 0     | 0     | 0                   | 0                   | 0                        | 0                        | 3          | 0          | 3     | 0     |
| S. C. Internacional · Brasil | 1.ª           | 2024          | 0     | 0     | 0                   | 0                   | 0                        | 0                        | 1          | 0          | 1     | 0     |
| S. C. Internacional · Brasil | Total club    | Total club    | 0     | 0     | 0                   | 0                   | 0                        | 0                        | 1          | 0          | 1     | 0     |
| Total carrera | Total carrera | Total carrera | 111   | 0     | 20                  | 0                   | 1                        | 0                        | 32         | 0          | 174   | 0     |
| (1) Incluye datos de la Copa de Brasil y Copa de Rusia. (2) Incluye datos de la Copa Libertadores. (3) Incluye datos del Campeonato Paulista. |               |               |       |       |                     |                     |                          |                          |            |            |       |       |